# Andrea De Nicolao
Andrea De Nicolao (Camposampiero, 21 agosto 1991) è un cestista italiano.
Vincitore della medaglia d'argento al FIBA EuroBasket Under-20 2011.

## Biografia
È fratello di Giovanni e Francesco, entrambi cestisti.

## Carriera

### Club
Nel 2009 esordisce in Serie A con la Pallacanestro Treviso.
Al termine della stagione 2009-2010 viene ceduto in prestito alla Pallacanestro Lago Maggiore in Serie A Dilettanti.
La stagione successiva fa ritorno a Treviso, trovando questa volta più spazio.
Nel 2012 viene ceduto alla Pallacanestro Varese, alla quale resta legato per due stagioni.
Nel 2014 viene acquistato dalla Scaligera Verona in Serie A2 con la quale vince la Coppa Italia di Serie A2 e diventa il miglior assistman del campionato.
Per la stagione successiva viene ceduto alla Pallacanestro Reggiana. Con la squadra emiliana vince la Supercoppa Italiana nel settembre del 2016.
Nel 2017 firma per la Reyer Venezia, contribuendo subito al successo dei lagunari in FIBA Europe Cup, giunto in finale contro la Scandone Avellino, il 2 maggio 2018.
L’annata successiva De Nicolao è protagonista della vittoria del quarto scudetto orogranata, che arriva il 22 giugno 2019, grazie alla vittoria in Gara 7 di finale playoff contro la Dinamo Sassari.

### Nazionale
Ha vinto con l'Italia under 20 la medaglia d'argento ai Campionati Europei del 2011, segnando 11 punti nella finale contro la Spagna.
Dal 2012 è entrato a far parte della Nazionale Italiana.

## Statistiche

### Nazionale
| Cronologia completa delle presenze e dei punti in Nazionale - Italia | Cronologia completa delle presenze e dei punti in Nazionale - Italia | Cronologia completa delle presenze e dei punti in Nazionale - Italia | Cronologia completa delle presenze e dei punti in Nazionale - Italia | Cronologia completa delle presenze e dei punti in Nazionale - Italia | Cronologia completa delle presenze e dei punti in Nazionale - Italia | Cronologia completa delle presenze e dei punti in Nazionale - Italia | Cronologia completa delle presenze e dei punti in Nazionale - Italia |
| Data                                                                 | Città                                                                | In casa                                                              | Risultato                                                            | Ospiti                                                               | Competizione                                                         | Punti                                                                | Note                                                                 |
| -------------------------------------------------------------------- | -------------------------------------------------------------------- | -------------------------------------------------------------------- | -------------------------------------------------------------------- | -------------------------------------------------------------------- | -------------------------------------------------------------------- | -------------------------------------------------------------------- | -------------------------------------------------------------------- |
| 11/03/2012                                                           | Pesaro                                                               | Italia                                                               | 91 - 85                                                              | World Stars                                                          | All Star Game                                                        | 0                                                                    | [ 2 ]                                                                |
| 16/12/2012                                                           | Biella                                                               | Italia                                                               | 107 - 92                                                             | World Stars                                                          | All Star Game                                                        | 9                                                                    | [ 3 ]                                                                |
| 14/06/2013                                                           | Istanbul                                                             | Italia                                                               | 60 - 53                                                              | Tunisia                                                              | Amichevole                                                           | 5                                                                    |                                                                      |
| 15/06/2013                                                           | Istanbul                                                             | Italia                                                               | 65 - 64                                                              | Iran                                                                 | Amichevole                                                           | 17                                                                   |                                                                      |
| 13/04/2014                                                           | Ancona                                                               | Italia                                                               | 76 - 59                                                              | World Stars                                                          | All Star Game                                                        | 4                                                                    |                                                                      |
| 10/07/2014                                                           | Trento                                                               | Italia                                                               | 91 - 59                                                              | Germania                                                             | Amichevole                                                           | 3                                                                    |                                                                      |
| 11/07/2014                                                           | Trento                                                               | Italia                                                               | 74 - 58                                                              | Paesi Bassi                                                          | Amichevole                                                           | 1                                                                    |                                                                      |
| 12/07/2014                                                           | Trento                                                               | Italia                                                               | 76 - 68                                                              | Belgio                                                               | Amichevole                                                           | 0                                                                    |                                                                      |
| 18/07/2014                                                           | Sarajevo                                                             | Italia                                                               | 60 - 76                                                              | Montenegro                                                           | Amichevole                                                           | 6                                                                    |                                                                      |
| 19/07/2014                                                           | Sarajevo                                                             | Bosnia ed Erzegovina                                                 | 70 - 75                                                              | Italia                                                               | Amichevole                                                           | 3                                                                    |                                                                      |
| 20/07/2014                                                           | Sarajevo                                                             | Italia                                                               | 89 - 77                                                              | Bielorussia                                                          | Amichevole                                                           | 0                                                                    |                                                                      |
| Totale                                                               |                                                                      | Presenze                                                             | 11                                                                   |                                                                      | Punti                                                                | 48                                                                   |                                                                      |

## Palmarès

### Club
- FIBA Europe Cup: 1

Reyer Venezia: 2017-18
- Campionato italiano: 1

Reyer Venezia: 2018-19
- Coppa Italia: 1

Reyer Venezia: 2020
- Supercoppa italiana: 1

Pallacanestro Reggiana: 2015
- Coppa Italia di Serie A2: 2

Scaligera Verona: 2015
Pallacanestro Cantù: 2025

### Nazionale
- Europei Under-20:

 Spagna 2011

### Individuale
- Miglior Assistman della Serie A2: 1

2014-2015
- Partecipazioni all'All Star Game: 3

2012, 2012, 2014